# Snakes and ladders
Snakes and ladders (vertaling: Slangen en ladders) is het vierde studioalbum van Gerry Rafferty. Het succes van Rafferty zette door. In het Verenigd Koninkrijk haalde het nog de vijftiende plaats in de albumlijst; in de Verenigde Staten “maar” de eenenzestigste, in Nederland haalde het de vijftiende plaats in de Album Top 100 of diens voorganger. In Nederland was geen enkele single van het album zo populair dat het in de hitparades stond.
Johnny’s song verscheen eerder op het eerste album van Stealers Wheel en Didn’t I verscheen eerder op Can I have my money back?. Het grootste deel van Snakes and ladders is opgenomen in de Chipping Norton Studio, maar The garden of England is opgenomen in de AIR Studio op Montserrat, de geluidsstudio van George Martin. Andere nummers zijn daar gedubd.

## Compact disc
Het album verscheen op 9 juli 1987 en in 1998 kortstondig op compact disc onder bestelnummer EMI 746609-2 en is anno 2011 moeilijk verkrijgbaar. Waarschijnlijk speelden problemen bij de rechten een probleem (Rafferty zat in 1998 bij een ander platenlabel). Bij de Engelse variant van Amazon.com doet het schijfje op 17 januari 2011, vlak na de dood van Rafferty 65 Britse pond als gebruikt en 300 pond als nieuw; in het Franse filiaal is de prijs 118 euro (gebruikt). Ebay rekende toen 99 Amerikaanse dollars met één aanbieder. De elpee is echter overal nog voldoende verkrijgbaar tegen normale prijs.
Het album was opnieuw gestoken in een platenhoes van John Byrne.

## Musici
- Gerry Rafferty – zang, gitaar, toetsinstrumenten
- Mo Foster – basgitaar
- Ian Lynn - toetsinstrumenten
- Jerry Donahue - gitaar
- Richard Harvey – synthesizer, penny whistle
- Bryn Haworth - gitaar, slide guitar
- Richard Brunton - gitaar
- Mel Collins - saxofoon
- Betsy Cook - achtergrondzang
- Liam Genockey – slagwerk
- Billy Livsey – piano, toetsinstrumenten
- Raphael Ravenscroft - saxofoon
- Frank Ricotti – percussie
- Pete Wingfield – orgel
- Pete Zorn - basgitaar
- Billy Wingfield - piano, Moog synthesizer

## Tracklist
| Nr. | Titel                          | Duur |
| --- | ------------------------------ | ---- |
| 1.  | The Royal Mile (Sweet Darlin') | 3:52 |
| 2.  | I was a boy scout              | 4:15 |
| 3.  | Welcome to Hollywood           | 5:17 |
| 4.  | Wastin' away                   | 3:31 |
| 5.  | Look at the moon               | 2:19 |
| 6.  | Bring it all home              | 4;43 |
| 7.  | The garden of England          | 4:10 |
| 8.  | Johnny's song                  | 3:25 |
| 9.  | Didn't I                       | 4:15 |
| 10. | Syncopatin’ Sandy              | 4:25 |
| 11. | Cafe In Cabotin                | 4:52 |
| 12. | Don't close the door           | 3:45 |

## Hitnotering

### NederlandseAlbum Top 100
| Hitnotering: 26-04-1980 t/m 05-07-1980 | Hitnotering: 26-04-1980 t/m 05-07-1980 | Hitnotering: 26-04-1980 t/m 05-07-1980 | Hitnotering: 26-04-1980 t/m 05-07-1980 | Hitnotering: 26-04-1980 t/m 05-07-1980 | Hitnotering: 26-04-1980 t/m 05-07-1980 | Hitnotering: 26-04-1980 t/m 05-07-1980 | Hitnotering: 26-04-1980 t/m 05-07-1980 | Hitnotering: 26-04-1980 t/m 05-07-1980 | Hitnotering: 26-04-1980 t/m 05-07-1980 | Hitnotering: 26-04-1980 t/m 05-07-1980 | Hitnotering: 26-04-1980 t/m 05-07-1980 | Hitnotering: 26-04-1980 t/m 05-07-1980 |
| Week:                                  | 1                                      | 2                                      | 3                                      | 4                                      | 5                                      | 6                                      | 7                                      | 8                                      | 9                                      | 10                                     | 11                                     |                                        |
| -------------------------------------- | -------------------------------------- | -------------------------------------- | -------------------------------------- | -------------------------------------- | -------------------------------------- | -------------------------------------- | -------------------------------------- | -------------------------------------- | -------------------------------------- | -------------------------------------- | -------------------------------------- | -------------------------------------- |
| Positie:                               | 35                                     | 28                                     | 18                                     | 17                                     | 15                                     | 16                                     | 27                                     | 29                                     | 37                                     | 46                                     | 48                                     | uit                                    |